# Unione Ginnastica Goriziana Hockey 1981-1982
Questa voce raccoglie le informazioni riguardanti l'Unione Ginnastica Goriziana Hockey nelle competizioni ufficiali della stagione 1981-1982.

## Maglie e sponsor
Lo sponsor ufficiale per la stagione 1981-1982 fu la Paloma.
| 1ª divisa |

## Rosa
Rosa completa con dati anagrafici:
| N° | Naz.              | Ruolo | Sportivo                      |  |  |  |
| -- | ----------------- | ----- | ----------------------------- |  |  |  |
|    | Italia (bandiera) | D     | Marco Antonini (1962)         |  |  |  |
|    | Italia (bandiera) | D     | Giovanni Brandolin (1959)     |  |  |  |
|    | Italia (bandiera) | A     | Antonio Culot (1965)          |  |  |  |
|    | Italia (bandiera) | P     | Alessandro Furio Fedon (1965) |  |  |  |
|    | Italia (bandiera) | A     | Claudio Figar (1963)          |  |  |  |
|    | Italia (bandiera) | C     | Alessandro Giardini (1963)    |  |  |  |
|    | Italia (bandiera) | P     | Oscar Grassi (1961)           |  |  |  |
|    | Italia (bandiera) | A     | Tonino Lepore (1961)          |  |  |  |
|    | Italia (bandiera) | A     | Marzio Vidoz (1963)           |  |  |  |
|    | Italia (bandiera) | D     | Franco Zotti (1959)           |  |  |  |